# ديفيد يوجين إدواردز
ديفيد يوجين إدواردز (بالإنجليزية: David Eugene Edwards)‏ هو عازف قيثارة وكاتب أغاني وملحن وموسيقي أمريكي، ولد في 1968 في إنجلوود في الولايات المتحدة.

## وصلات خارجية
- الموقع الرسمي
- ديفيد يوجين إدواردز على موقع IMDb (الإنجليزية)
- ديفيد يوجين إدواردز على موقع ميوزك برينز (الإنجليزية)
- ديفيد يوجين إدواردز على موقع ديسكوغز (الإنجليزية)
- ديفيد يوجين إدواردز على موقع قاعدة بيانات الفيلم (الإنجليزية)